# Plaza Alfredo Sadel
La plaza Alfredo Sadel es el nombre que recibe un espacio público localizado en la Avenida Principal de Las Mercedes un sector del Municipio Baruta en el Estado Miranda y al este de la ciudad de Caracas.Fue llamada así en honor de Alfredo Sadel un destacado cantante, compositor y músico popular venezolano que falleció en 1989.
A principios de la década de 1990 la plaza fue usada como espacio para la práctica de patineta (skateboarding) por grupos de jóvenes provenientes de varios sectores de la ciudad de Caracas convirtiéndose en la principal cancha deportiva de esta disciplina deportiva en la capital de Venezuela por más de una década, donde además se llevaron a cabo visitas y demostraciones profesionales por parte de atletas internacionales en varias ocasiones. En el año 2005 se modifica su estructura original dando paso a un nuevo diseño de la plaza.
Se trata de uno de los lugares más conocidos en el ámbito municipal, donde se celebran diversas actividades al aire libre incluyendo la transmisión de partidos de la selección nacional de Venezuela "La Vinotinto", Ferias del libro, conciertos, fiestas. reuniones políticas y diversos otros eventos.
En 2007 la plaza fue totalmente remodelada por las autoridades municipales, obras que incluyeron la instalación de 4 mástiles que son un diseño de la artista venezolana Magdalena Fernández.